# Lycoperdon utriforme
Espèce
Lycoperdon utriforme, la Vesse-de-loup ciselée ou le lycoperdon utriforme est l'une des nombreuses espèces de vesses-de-loup.

## Taxonomie
Parmi ses nombreux synonymes :
- Calvatia utriformis (Bull.) Jaap
- Handkea utriformis (Bull.) Kreisel

Étymologie du nom d'espèce utriforme : en forme d'outre.

## Description

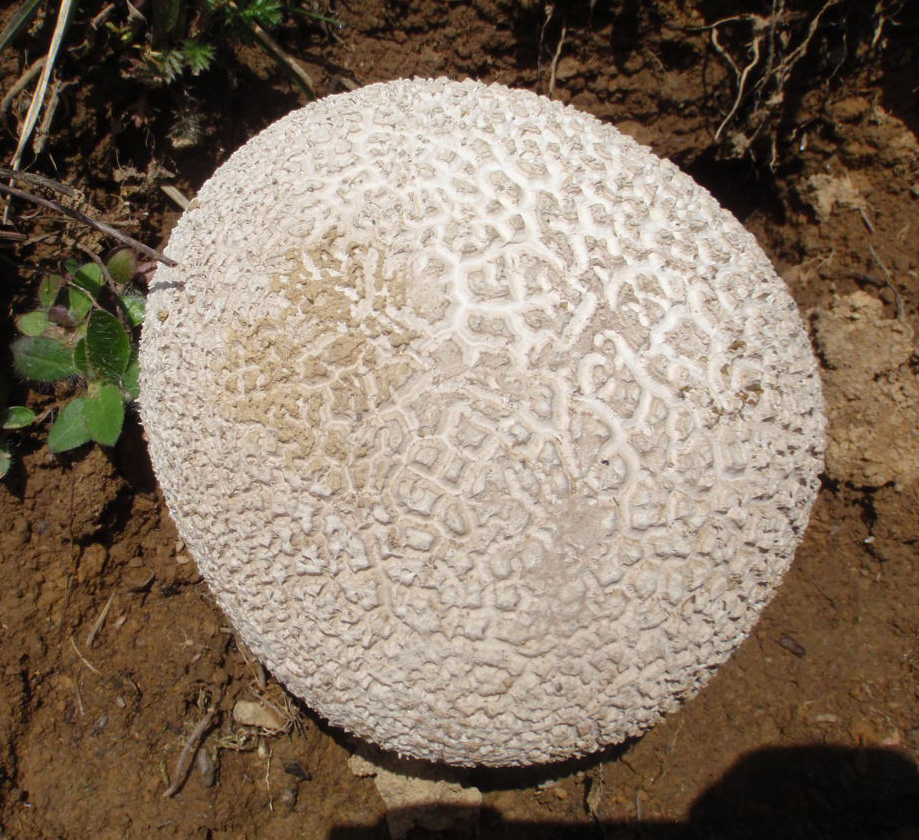
Lycoperdon utriforme en Turquie.

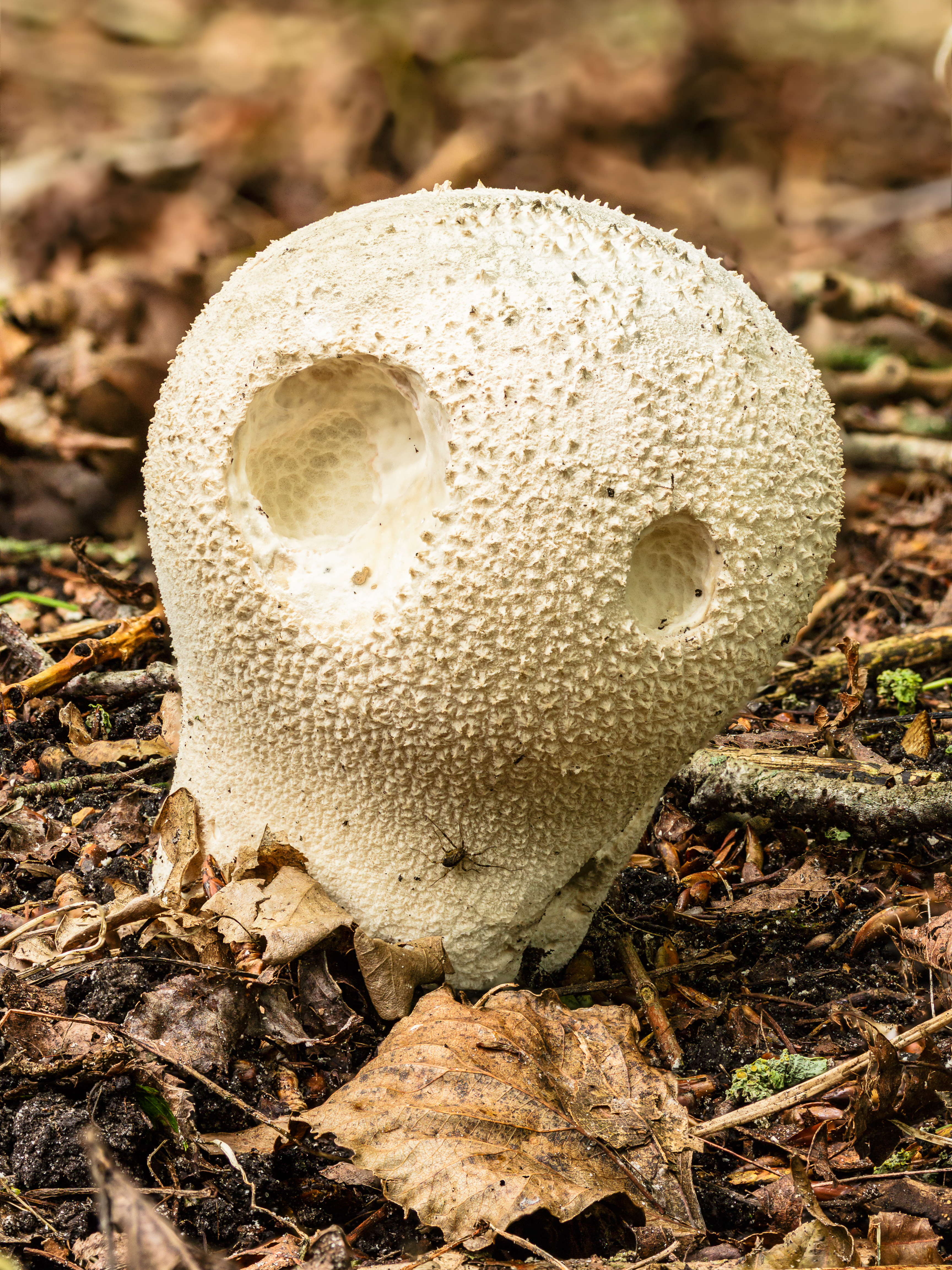
Lycoperdon utriforme aux Pays-Bas.

Ce champignon prend d'abord la forme d'une petite outre blanche qui brunit peu à peu à maturité.
Le sporophore est pyrifome ou parfois globuleux, avec une sorte de pied radicant, vigoureux et en fuseau.

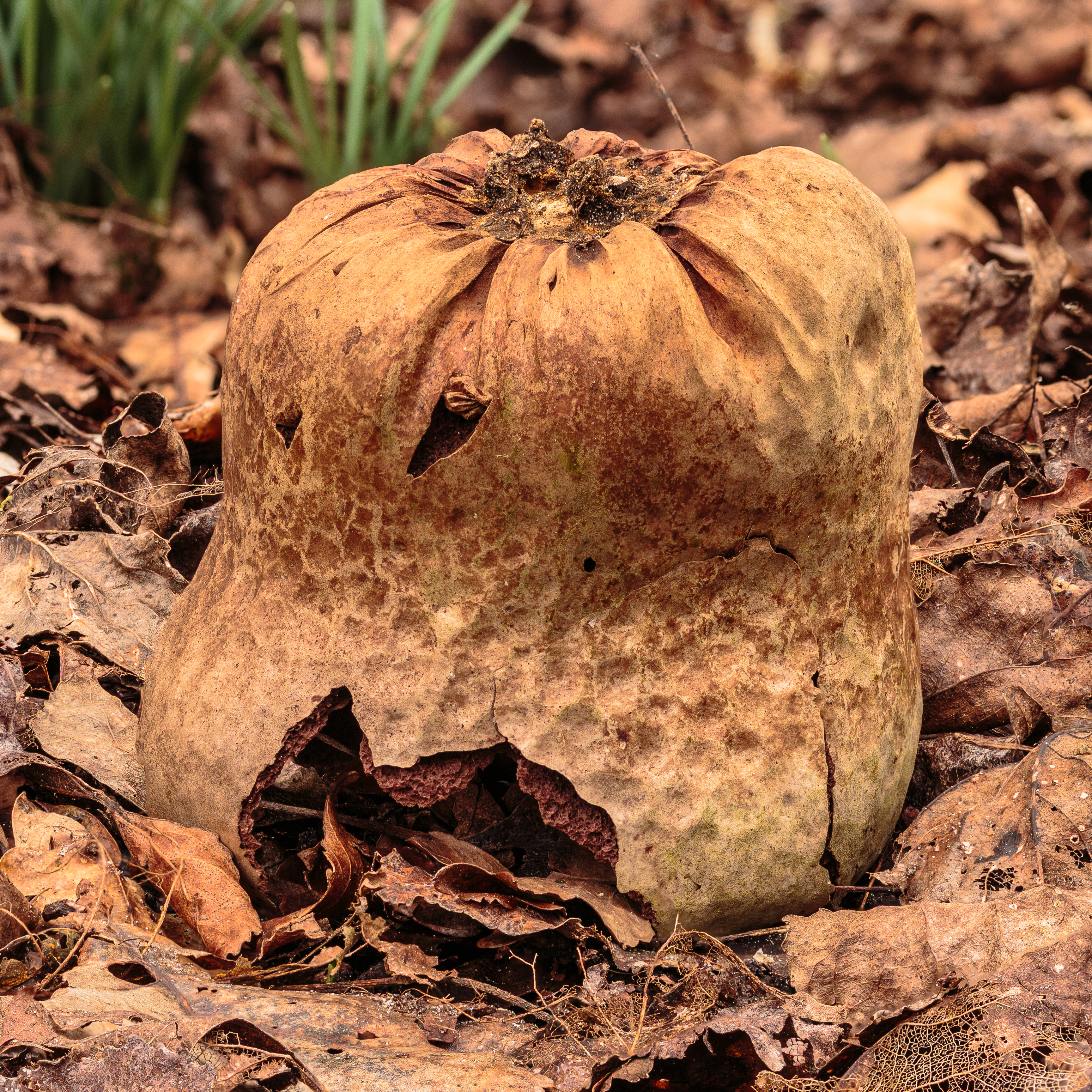
Restes d'un utriformis

Couleur : d'un blanc pur, verruqueux, puis gris ou tacheté de brun, anguleux lorsque les verrues sont tombées, s'effondrant dans la partie supérieure.
La glèbe (partie fertile) est d'abord blanc-olivâtre, puis brunâtre et enfin devenant mûre, elle tombe en poussière.
La chair non fertile du pied subsiste longtemps sur place.

### Dimensions
Jusqu'à 15 cm de hauteur et 10 cm de largeur, voire plus.

## Statut
Assez rare, se trouve dans les champs, les prés.
Menaces :
- utilisation de fongicides
- disparition de la matière organique des champs au profit d'engrais chimiques dans le contexte de l'agriculture intensive.

## Utilisation
Ce champignon est considéré comme comestible à l'état jeune, mais de faible qualité culinaire.